# Nightmare Kart
Nightmare Kart es un videojuego de carreras de karts desarrollado y publicado por LWMedia. El juego fue desarrollado por Lilith 'b0tster' Walther y Corwyn Prichard bajo el nombre de la empresa 'LWMedia'. El juego utiliza un estilo artístico low poly inspirado en la PlayStation original.

## Jugabilidad
Nightmare Kart se desarrolla en la ciudad victoriana arquitectura victoriana steampunk de Miralodia, con fuertes inspiraciones en Bloodborne.
El juego contiene varios modos de juego, como una campaña completa, peleas contra jefes y un modo de batalla VS. Los jugadores pueden elegir entre 13 karts y 15 mapas. Los jugadores pueden realizar técnicas de conducción como drifting y trucos de salto para acumular impulso, también pueden recoger potenciadores para luchar contra otros corredores.

## Desarrollo y lanzamiento
Nightmare Kart comenzó inicialmente como un vídeo del Día de los Inocentes creado durante el desarrollo de Bloodborne PSX, pero finalmente se convirtió en un producto real poco después del lanzamiento del juego.
Durante enero de 2024, LWMedia fue contactada por Sony por el uso no autorizado de la propiedad intelectual de Bloodborne, lo que provocó que el juego se retrasara un poco para eliminar todas las referencias. Esto también provocó que el juego cambiara de nombre de "Bloodborne Kart" a "Nightmare Kart".
El juego se lanzó el 31 de mayo de 2024 en Itch.io y el 5 de junio de 2024 en Steam, y el lanzamiento en Steam se retrasó debido al proceso de revisión de Steam.

## Recepción
Nightmare Kart recibió críticas generalmente positivas, con críticos que elogiaron el estilo artístico retro único del juego y su tamaño relativamente grande para un proyecto realizado por un desarrollador desarrollador independiente. Sin embargo, hubo problemas con la IA del juego, que estaba mal equilibrada en algunas carreras.